# Narugo
Narugo nebo též Naruko je kaldera, nacházející se na japonském ostrově Honšú, severozápadně od města Sendai. Kaldera má rozměry 5,5×7 km a částečně erodované okraje. Vznikla ve dvou fázích před 73000 a 45000 lety. pozdější vývojem vznikly čtyři, převážně dacitové lávové dómy, obklopující 400 m široký, vodou zalitý kráter Katanuma. Dómy jsou pokryty slepenci a jílovci, což jsou vlastně fragmenty podloží, zachované během vzniku dómů. Voda v kráterovém jezeře je mimořádně kyselá - pH až 1,6. Na západním svahu Katanumy jsou aktivní fumaroly.